# T29重型坦克
T29重型坦克與T34重型坦克是一个开始于1944年3月；用于对抗德军新型重型坦克的美国重型坦克計畫。當時45吨重的M26潘興坦克，被认为不足以抗衡德军几乎重达70吨的虎II坦克。T29并没有來得及投入二战欧洲战场，但是它的開發提供了战后工程师们實驗兵工程理论和测试車體零部件的机会。

## 發展
T29重型坦克被认为是拥有更厚重装甲的加長版本M26潘興坦克，安裝上一台能提供约770马力的大功率的新版福特GAC引擎，也提升了驾驶员舒适性。雄偉的砲塔中安裝一门高初速的105mm T5火炮。T29重型坦克淨重约60吨，戰鬥重量约為64吨。在火力与防护上比虎II坦克優異：T29裝甲最厚處達到279mm而虎II戰車最厚處僅有180mm；T29的105mm砲管長7.06m，而虎II坦克的88mm炮只有6.29m長。其中一台实验型上裝有Allison V1710 V12 发动机。
与其同时发展的T30重型坦克与T29重型坦克有着十分紧密的关系, T30重型坦克在外形上幾乎相同，但是安装了一門155mm T7火炮，更有力的引擎，與增加一名裝填手。
1945年，随着二战欧洲战场的结束，T29和T30坦克被歸類为小幅采购項目，并且因为他们的重炮和厚重的装甲，被认为在进攻日本碉堡群时很有帮助，而有了小量的訂單。然而，美国陆军司令部不赞成部署这样的重型车辆，而且战争在这些问题被解决之前已经结束了，因此，仅仅有一小批試作车被生產出来。
T29重型坦克还有一个特点是在炮塔两侧各安装了一台测距仪。

## 现存品
现存的T29重型坦克，有两辆T29在乔治亚州本宁堡基地内的Sand Hill，其中一辆在基地中的美国国家装甲与骑兵博物馆前。他们都被保持於展览状态，其中一辆拥有特殊的测距仪，而另外一辆没有。他们都可以像其他车辆一样在 25 Infantry Regiment Road围了栅栏的区域看到。
另有一辆保存良好，但为无测距仪版本的T29位于密西根州华伦市的底特律兵工厂内。

## T30重型

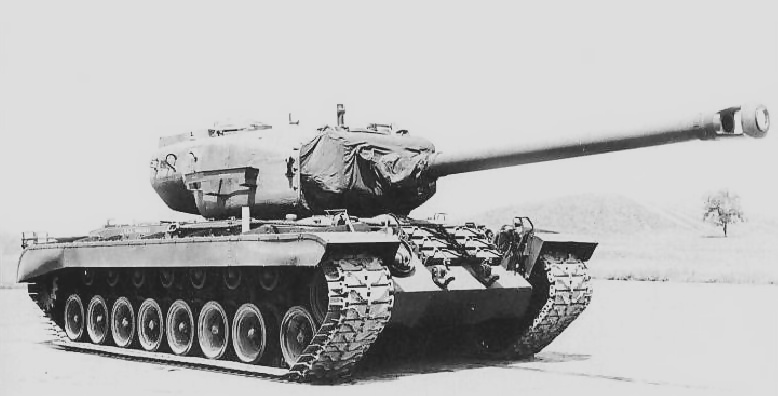
T30重型坦克

引用T29重型的车体来装备155mm火炮的美军重型坦克。它与T29重型坦克同时被设计出来。四个实验性重型坦克计划于1944年被提出——两辆装备有105mm火炮的T29重型坦克和两辆装备有155mm火炮的T30重型坦克。而T30重型坦克的实验性模型于1945年4月开始建造，并于1947年交付。 除去为了适应不同引擎而做的调整之外，这辆坦克车体与T29重型坦克完全一样。而155mm火炮单次开火所需的军资是105mm的一倍（装药和炮弹重量）。 而T30这门155火炮也是美军坦克所装的最大火炮之一。为了能够安装更大的炮塔与容纳装填兵，炮塔设计得十分高大。同时，装填手有半自动装弹机的帮助，尽管这样会使该炮仅能在固定的炮管角度下装填。T30重型坦克可以携带34发穿甲弹（AP）或者榴弹（HE）。
T30重型坦克的最终变种构想是安装由120mm防空火炮改装的120mm M1火炮的T34重型坦克, 仅有两辆原型车，一辆改装自T29重型坦克实验模型，一辆改装自T30重型坦克实验模型 。不过，虽然战争的结束使得这些坦克停止更远的发展，但是从T34重型坦克上面获得的经验被应用在后来的M103重型坦克上。

## T34重型
T29重型坦克的概念，最後衍生出了T34重型坦克，它装有修改自120mm高射炮的戰車砲。這門120mm T53炮，性能達到由兩名裝填手裝填時，每分鐘開火五發；發射50磅重砲彈時，炮口初速每秒3150英尺。另外還開發了炮口初速達到每秒4,100英尺的高速穿甲彈(HVAP)。為了平衡這門比較重也比較長的炮，砲塔後面與後下部多了額外4英吋的裝甲。
T34仅有两辆原型车，一辆改装自T29重型坦克試產型，另一辆改装自T30重型坦克。與T29相同地，战争结束使这些坦克停止了後續的開發，但是从T34重型坦克获得的经验，應用在了之後的M103重型坦克。